# Cratere Zina
Zina  è un cratere sulla superficie di Venere.